# Film in 1968
Dit artikel gaat over de film in het jaar 1968.

## Lijst van films
- 2001: A Space Odyssey
- Die Artisten in der Zirkuskuppel: ratlos
- Asterix en Cleopatra
- Baisers volés
- Bandolero!
- Barbarella
- The Blood of Fu Manchu
- Bullitt
- Candy
- Chitty Chitty Bang Bang
- Het compromis
- Coogan's Bluff
- Destroy All Monsters
- Diabolik
- Dracula Has Risen from the Grave
- De Düva (ook bekend als The Dove)
- Faces
- The Fixer
- Funny Girl
- Gamera vs. Viras
- Le Gendarme se marie
- Girl in Gold Boots
- The Green Berets
- The Green Slime
- Greetings
- Hang 'Em High
- Hell in Normandy
- Ice Station Zebra
- If....
- Inspector Clouseau
- Isadora
- Journey to Midnight
- The Lion in Winter
- The Love Bug
- The Night of the Following Day
- Night of the Living Dead
- The Odd Couple
- Oliver!
- Once Upon a Time in the West
- The Party
- Planet of the Apes
- Planeta Boer
- The Producers
- Professor Columbus
- Rachel, Rachel
- Romeo and Juliet
- Rondom het Oudekerksplein
- Rosemary's Baby
- S.O.S. Fonske
- Lo sbarco di Anzio
- De schat van de zeerover
- Skammen
- Un soir, un train
- Star!
- Le Tatoué
- The Thomas Crown Affair
- Thunderbird 6
- De vijanden
- Where Eagles Dare
- Why Man Creates
- Winnetou und Shatterhand im Tal der Toten
- With Six You Get Eggroll
- Yellow Submarine
- Yours, Mine and Ours

1870-1879 · 1880-1889 · 1890 · 1891 · 1892 · 1893 · 1894 · 1895 · 1896 · 1897 · 1898 · 1899 · 1900 · 1901 · 1902 · 1903 · 1904 · 1905 · 1906 · 1907 · 1908 · 1909 · 1910 · 1911 · 1912 · 1913 · 1914 · 1915 · 1916 · 1917 · 1918 · 1919 · 1920 · 1921 · 1922 · 1923 · 1924 · 1925 · 1926 · 1927 · 1928 · 1929 · 1930 · 1931 · 1932 · 1933 · 1934 · 1935 · 1936 · 1937 · 1938 · 1939 · 1940 · 1941 · 1942 · 1943 · 1944 · 1945 · 1946 · 1947 · 1948 · 1949 · 1950 · 1951 · 1952 · 1953 · 1954 · 1955 · 1956 · 1957 · 1958 · 1959 · 1960 · 1961 · 1962 · 1963 · 1964 · 1965 · 1966 · 1967 · 1968 · 1969 · 1970 · 1971 · 1972 · 1973 · 1974 · 1975 · 1976 · 1977 · 1978 · 1979 · 1980 · 1981 · 1982 · 1983 · 1984 · 1985 · 1986 · 1987 · 1988 · 1989 · 1990 · 1991 · 1992 · 1993 · 1994 · 1995 · 1996 · 1997 · 1998 · 1999 · 2000 · 2001 · 2002 · 2003 · 2004 · 2005 · 2006 · 2007 · 2008 · 2009 · 2010 · 2011 · 2012 · 2013 · 2014 · 2015 · 2016 · 2017 · 2018 · 2019 · 2020 · 2021 · 2022 · 2023 · 2024 · 2025